# Ростош
Росто́ш (рос. Ростошь) — селище у складі Новосергієвського району Оренбурзької області, Росія.

## Населення
Населення — 74 особи (2010; 81 у 2002).
Національний склад (станом на 2002 рік):
- росіяни — 53 %